# In the Aeroplane Over the Sea (cançó)
«In the Aeroplane Over the Sea» és la tercera cançó de l'àlbum de Neutral Milk Hotel del mateix nom.

## Origen
El líder del grup, Jeff Mangum, va escriure la cançó gairebé instantàniament durant la seva estada a Athens (Georgia) amb diversos músics del col·lectiu Elephant 6. La cançó va ser escrita poc després que Mangum s'impliqués romànticament amb Laura Carter. Mentre seient a la iarda de la seva casa d'Athens, Mangum de cop va anunciar, "Tinc una cançó al meu cap!" i va córrer dins la casa per tocar la cançó per primer cop.

La cançó fa una breu referència a Anne Frank, qui és al·ludida al llarg de tot l'àlbum. És sobre un home jove que s'adona de que un dia morirà, i accepta la idea. «In the Aeroplane Over the Sea» és una de les cançons més edificants de l'àlbum tot i ser la mort el seu principal tema. Stewart Mason de AllMusic escriu:
«In the Aeroplane Over the Sea» és gairebé vertiginosa en el pensament de l'etern descans: 'When we meet on a cloud, I'll be laughing out loud' probablement no és el tren de pensament habitual en un nen amb prou feines a la meitat dels seus vint, però certament supera qualsevol dels udols de desesperació existencial de Kurt Cobain.

## Composició
La cançó obre amb guitarres acústiques doblement grabades, els "acords de les quals són plens i serens en comparació a les percussives i nues tríades" de «King of Carrot Flowers», segons Joel Settlemoir de Medium. La veu de Mangum és acompanyada de guitarres acústiques també seves, una serra musical tocada per Julian Koster, un saxòfon per Scott Spillane i una percussió mínima. La cançó està en tonalitat de Sol major, i majoritàriament segueix una senzilla progressió d'acords de G, Em, C i D. Té un temps de 6/8 i una forma A A B1 A B2 A.

## Recepció crítica
«In the Aeroplane Over the Sea» va ser críticament elogiada des del seu llençament. Consequence of Sound la va considerar la 28a millor cançó de tots els temps el 2012. El revisor Dan Caffrey escriu: "Per a mi, «Aeroplane» llisca juntament amb una estranya sensació de facilitat. Tracta de com un breu moment de satisfacció pot superar de vegades una tragèdia paralitzant a la vida d'algú". SportsAlcohol.com la va posicionar com a la 89a millor cançó dels anys 90. WOXY la va llistar al número 359 del seu ranking de les 500 millors cançons de tots els temps el 2005, mentre que la revista alemanya Musikexpress la va posicionar al número 141 de la seva llista de les 700 millors cançons.